# Hitomi Nakamichi
Hitomi Nakamichi (中道瞳?, Nakamichi Hitomi; Jōyō, 18 settembre 1985) è un'ex pallavolista giapponese.

## Caratteristiche tecniche
Giocava nel ruolo di palleggiatrice nelle Toray Arrows Shiga.

## Carriera
Hitomi Nakamichi inizia la sua attività da pallavolistica nei tornei studenteschi giapponesi. Nella stagione 2004-05 debutta nella pallavolo professionistica con le Toray Arrows. Col suo club vince quattro titoli nazionali, due edizioni della Coppa dell'Imperatrice e due edizioni del Torneo Kurowashiki. Nel 2010 le sue prestazioni col club le valgono le prime convocazioni nella nazionale giapponese, con la quale si classifica al terzo posto al campionato mondiale, dove riveste il ruolo di riserva di Yoshie Takeshita. Nel 2011 gioca da titolare e vince il Montreux Volley Masters, venendo anche premiata come MVP della competizione; qualche mese più tardi torna a rivestire il ruolo di riserva ed è finalista al campionato asiatico e oceaniano. Nel 2012 fa parte della squadra giapponese che vince la medaglia di bronzo ai Giochi della XXX Olimpiade, mentre nel 2013 vince la medaglia di bronzo alla Grand Champions Cup e nel 2014 quella d'argento al World Grand Prix. 
Si è ritirata nel 2015.

## Palmarès

### Club
- Campionato giapponese: 4

2007-08, 2008-09, 2009-10, 2011-12
- Coppa dell'Imperatrice: 2

2007, 2011
- Torneo Kurowashiki: 1

2009, 2010
- / V.League Top Match: 1

2010

### Nazionale (competizioni minori)
- Montreux Volley Masters 2011

### Premi individuali
- 2011 - Montreux Volley Masters: MVP
- 2013 - Torneo Kurowashiki: Sestetto ideale
- 2013 - Grand Champions Cup: Miglior palleggiatrice